# Agaricus subfloccosus
Agaricus subrufescens (J.E. Lange) Hlaváček – gatunek grzybów należący do rodziny pieczarkowatych (Agaricaceae).

## Systematyka i nazewnictwo
Pozycja w klasyfikacji według Index Fungorum: Agaricus, Agaricaceae, Agaricales, Agaricomycetidae, Agaricomycetes, Agaricomycotina, Basidiomycota, Fungi.
Po raz pierwszy takson ten zdiagnozował w 1926 r. Jakob Emanuel Lange nadając mu nazwę Psalliota hortensis f. subfloccosa. Obecną, uznaną przez Index Fungorum nazwę nadał mu w 1951 r. Jiří Hlaváček.
Synonimy nazwy naukowej:
- Agaricus subfloccosus (J.E. Lange) Pilát 1951
- Agaricus subfloccosus (J.E. Lange) Hlaváček 1951 var. subfloccosus
- Psalliota hortensis f. subfloccosa J.E. Lange 1926
- Psalliota subfloccosa J.E. Lange 1940
- Psalliota subfloccosa (J.E. Lange) J.E. Lange 1938[2].

## Morfologia
Kapelusz
O średnicy 5–8 cm, grubomięsisty, początkowo półkulisty, potem płaskowypukły, czasami lekko wgłębiony w środku. Powierzchnia matowa, biała, jasnobrązowa, ciemniejsza w środku, gładka lub włókienkowata z drobnymi, jasnorudymi łuskami i drobnymi, lekkimi, kłaczkowatymi drobinkami osłony rozsianymi na obwodzie. Brzeg podwinięty, falisty, z fragmentami lub bez fragmentów osłony.
Blaszki
Wolne, cienkie, gęste, początkowo bladoróżowe, potem ciemnobrązowy. Ostrza jasne, sterylne.
Trzon
Wysokość 2–4,5 cm, centralny, cylindryczny, często bulwiasto rozszerzony u nasady, początkowo pełny, potem pusty. Powierzchnia biała, później przechodząca w szaroczerwonordzawą, z białymi, kłaczkowatymi resztkami osłony. Pierścień w górnej części trzonu biały, niżej oprószony.
Miąższ
Białawy, po uszkodzeniu czerwieniejący, o nieprzyjemnym zapachu mrówek.
Cechy mikroskopowe
Podstawki 22–30 × 6–10 μm, maczugowate, czterozarodnikowe. Sterygmy o długości 3 µm. Cheilocystydy 25–55 × 7–13 µm, szeroko maczugowate, wydłużone, nieamyloidalne. Pleurocystyd brak. Bazydiospory 5–7,2 × 3,5–4 µm, szeroko jajowate, owalne, brązowe, gładkie, z boczną wnęką (hilum).

## Występowanie i siedlisko
Występuje w Ameryce Północnej, Europie i Australii. Brak go w opracowanym w 2003 r. przez W. Wojewodę wykazie wielkowocnikowych grzybów Polski, ale jego aktualne stanowiska podaje internetowy atlas grzybów.
Grzyb naziemny saprotroficzny. Występuje w lasach iglastych, często pod świerkami, owocniki od lipca do października.